# Alas sobre El Chaco
Alas sobre El Chaco és una pel·lícula estatunidenca en castellà dirigida per Christy Cabanne i estrenada l'any 1935. Produïda per Universal Pictures, era la versió en castellà de Storm Over the Andes dirigida pel mateix Cabanne.

## Repartiment
- José Crespo com Capitán Roberto Kent
- Lupita Tovar com Teresa
- Antonio Moreno com Comandante Manuel Tovar
- Romualdo Tirado com "Cracker"
- Julio Peña com Mitchell
- Barry Norton com Pablo Díaz
- Juanita Garfias com Pepita
- Juan Torena com Teniente Milano
- José Rubio com "El Zorro"
- Luis Díaz Flores com Silvers